# グレアム・ブロードベント
グレアム・ブロードベント（Graham Broadbent）は、イギリスの映画プロデューサー。

## フィルモグラフィ
- ウェルカム・トゥ・サラエボ Welcome to Sarajevo (1997)
- スプレンダー/恋する3ピース Splendor (1999)
- ブルー・イグアナの夜 Dancing at the Blue Iguana (2000)
- ベリー・アニー・メアリー Very Annie Mary (2001)
- サンダーパンツ! Thunderpants (2002)
- ミリオンズ Millions (2004)
- ジェイン・オースティン 秘められた恋 Becoming Jane (2007)
- デス・ロード 染血 Wind Chill (2007)
- ヒットマンズ・レクイエム In Bruges (2008)
- マリーゴールド・ホテルで会いましょう The Best Exotic Marigold Hotel (2011)
- 17歳のエンディングノート Now Is Good (2012)
- セブン・サイコパス Seven Psychopaths (2012)
- ライオット・クラブ The Riot Club (2014)
- マリーゴールド・ホテル 幸せへの第二章 The Second Best Exotic Marigold Hotel (2015)
- スリー・ビルボード Three Billboards Outside Ebbing, Missouri (2017)
- 英国スキャンダル〜セックスと陰謀のソープ事件 A Very English Scandal (2018) ※イギリスのテレビミニシリーズ。
- ガーンジー島の読書会の秘密 The Guernsey Literary and Potato Peel Pie Society (2018)
- EMMA エマ Emma. (2020)
- 愛しい人から最後の手紙 The Last Letter from Your Lover (2021)
- イニシェリン島の精霊 The Banshees of Inisherin (2022)
- 異人たち All of Us Strangers (2023)